# Llista d'Organitzacions Terroristes Estrangeres del Departament d'Estat dels EUA
La Llista d'Organitzacions Terroristes Estrangeres del Departament d'Estat dels Estats Units d'Amèrica (FTO per les seves sigles en anglès) és una llista d'organitzacions no estatunidenques que són designades com a terroristes per la Secretaria d'Estat d'acord amb la secció 219 de l'Acta d'Immigració i Nacionalitat (INA per les seves sigles en anglès) dels Estats Units. El govern dels Estats Units creu que les designacions en aquesta llista tenen un paper important en la seva lluita contra el terrorisme i que és un mitjà efectiu per a descobrir i tallar el suport a activitats terroristes i d'altres grups de pressió.

## Identificació
L'Oficina del Coordinador per a Contraterrorisme del Departament d'Estat segueix contínuament les activitats de grups actius arreu del món que són considerats potencialment terroristes per a identificar-ne possibles candidats a la designació. En revisar els possibles candidats, l'Oficina no només pren en consideració els possibles atacs terroristes que un grup hagi dut a terme sinó també si aquest grup està immers en plans o preparatius per a possibles actes de terrorisme, o si assoleix la capacitat i la intenció de dur-ne a terme.

## Designació
Una vegada que un grup és identificat, l'oficina prepara un detallat informe administratiu, que és una compilació d'informació que inclou tant informació classificada com a pública, la qual cosa demostra que el criteri per a la designació ha estat satisfet. Si el Secretari d'Estat, en consulta amb el Fiscal de la Nació i el Secretari del Tresor, decideix fer la designació. el Congrés dels Estats Units és notificat de la intenció del secretari de designar a aquesta organització i després de set dies perquè revisin l'expedient com assenyala la INA. Després d'aquest termini, es publica la designació en el Registre Federal, a partir de la qual cosa la designació fa efecte. Una organització designada com una FTO pot sol·licitar la revisió judicial de la designació en la Cort d'Apel·lacions dels Estats Units del Districte de Columbia dintre dels 30 dies següents a la publicació.
Les designacions com a FTO expiren automàticament després de dos anys, però el Secretari d'Estat pot redesignar una organització per períodes addicionals de dos anys, mentre trobi que els criteris segueixen existint. El mateix procediment per a la designació s'aplica també a qualsevol redesignació de la mateixa organització. El Secretari d'Estat pot revocar una designació o redesignació si és que aquesta ha canviat els seus mètodes de manera que justifiqui aquesta revocació o si la seguretat nacional dels Estats Units garanteix una revocació. Per a les revocacions s'aplica el mateix procediment. Una designació també pot ser revocada per una Llei del Congrés o ser deixada de banda per una ordre de la Cort Suprema.

## Criteris legals per a la designació
Tenint en compte les esmenes a la secció 219 de la INA per la Patriot Act del 2001
- Ha de ser una organització internacional.
- L'organització ha de realitzar activitat terrorista, tal com està definida en la secció 212 (a)(3)(B) de la INA (8 O.S.C. § 1182(a)(3)(B)),
- o terrorisme, com el defineix la secció 140(d)(2) de l'Acta d'Autorització de Relacions Estrangeres (Foreign Relations Authorization Act), anys fiscals 1988 i 1989 (22 O.S.C. § 2656f(d)(2)),
  - o tenir la capacitat i la intenció de dur endavant activitats terroristes o terrorisme.
- L'activitat terrorista o terrorisme de l'organització ha d'amenaçar la seguretat de nacionals nord-americans o la seguretat nacional (defensa nacional, relacions exteriors, o interessos econòmics) dels Estats Units.

## Ramificacions legals de la designació
- És il·legal per a una persona als Estats Units o subjecta a la jurisdicció dels Estats Units proveir expressament "suport material o recursos" a una FTO degudament designada. (El terme "suport material o recursos" es defineix en 18 O.S.C. § 2339A(b) com a "diners o instruments financers monetaris o garanties, serveis financers, entrenament, assessoria professional o assistència, caixes fortes, documentació, equip de comunicacions, armes, substàncies letals, explosius, personal, transport i altres usos físics amb excepció de medicines o materials religiosos).
- Els representants i els membres d'una FTO degudament designada, si són estrangers, no poden ser admesos als Estats Units i, en algunes circumstàncies, són extraditables (segons 8 O.S.C. §§ 1182 (a)(3)(B)(i)(IV)-(V), 1227 (a)(1)(A)).
- Qualsevol institució financera nord-americana que tingui coneixement que té possessió o control sobre cabals en els quals una FTO o el seu agent hi té interès ha de retenir aquesta possessió i control sobre els fons i informar-los a l'Oficina de control d'afers exteriors del Departament del Tresor.

## Altres efectes de la designació
El Departament d'Estat dels Estats Units estableix els següents punts com efectes beneficiosos de la designació: 
- "Dona suport als nostres esforços per a tallar el finançament al terrorisme i per a animár a altres nacions a fer el mateix".
- "Estigmatitza i aïlla internacionalment les organitzacions designades com a terroristes".
- "Atura les donacions o contribucions així com les transaccions econòmiques amb aquestes organitzacions".
- "Augmenta el coneixement i l'alerta pública respecte a les organitzacions terroristes".
- "Avisa a altres governs del nostre interès sobre les esmentades organitzacions".

## Llista actual de les organitzacions terroristes estrangeres designades
Aquesta llista està actualitzada amb data de desembre de 2014:
1. Organització Abu Nidal (ANO) (Internacional, Palestina)
2. Grup Abu Sayyaf (ASG) (Filipines)
3. al-Gama'a al-Islamiyya (Egipte)
4. Ajnad Misr (Egipte)
5. Al-Qaida (Global)
6. Al-Qaida a l'Aràbia (AQAP)
7. Al-Qaida del Magrib Islàmic (Magrib)
8. Tanzim Qa'idat al-Jihad fi Bilad al-Rafidayn (AQI) (Al-Qaida a l'Iraq) (Iraq)
9. Al-Shabaab (Somàlia)
10. Ansar al-Islam (Kurdistan Iraquià)
11. Ansar al-Shari'a (Líbia, Tunísia
12. Ansar Dine (Mali)
13. Ansaru (Nigèria)
14. Aum Shinrikyo (Japó)
15. Boko Haram (Nigèria)
16. Brigada al-Mulathamun (Algèria)
17. Brigada dels Màrtirs d'Al-Aqsa (Palestina)
18. Brigades d'Abdullah Azzam (Iraq)
19. Partit Revolucionari d'Alliberament Popular/Front (DHKP/C) (Turquia)
20. Euskadi Ta Askatasuna (ETA) (Espanya, França)
21. Exèrcit d'Alliberament Nacional (ELN) (Colòmbia)
22. Forces Armades Revolucionàries de Colòmbia (FARC) (Colòmbia)
23. Front Al-Nusra (Síria)
24. Front per a l'Alliberament de Palestina (PLF) (Palestina)
25. Front Popular per a l'Alliberament de Palestina (PFLP) (Palestina)
26. Front Popular per a l'Alliberament de Palestina-Comandament General (PFLP-GC) (Palestina)
27. Grup Gihad Islàmic (Palestina)
28. Grup Combatent Islàmic Marroquí (GCIM) (Marroc)
29. Grup Islàmic Armat (GIA) (Algèria)
30. Grup Libi de Lluita Islàmica (GLLI) (Líbia)
31. Hamàs (Moviment de Resistència Islàmica) (Palestina)
32. Harkat-ul-Jihad al-Islami (Bangladesh)
33. Harkat-ul-Mujahideen (HUM) (Pakistan)
34. Hesbol·là (Partit de Déu) (Líban)
35. IRA Autèntic (Irlanda del Nord)
36. IRA de la Continuïtat (Irlanda del Nord)
37. Jaish-e-Mohammed (JEM) (Traducció: Exèrcit de Mohammed) (Pakistan)
38. Jamaah Ansharut Tauhid (JAT) (Indonèsia
39. Jemaah Islamiyah (JI) (Àsia Sud-oriental)
40. Kach i Kahane Chai (Israel)
41. Kata'ib Hezbollah (Iraq)
42. Laixkar-e-Toiba (LT) (Exèrcit dels Purs) (Muridke, Pakistan)
43. Lashkar-e-Jhangvi (Pakistan)
44. Lluita Revolucionària (Grècia)
45. Mojahedin-e-kalq (MEK) (Iran)
46. Mujahidins de l'Índia (Índia)
47. Moviment Islàmic de l'Uzbekistan (MIU) (Uzbekistan)
48. Organització Revolucionària 17 de Novembre (Grècia)
49. Osbat al-Ansar (Líban)
50. Partit Comunista de les Filipines/Nou Exèrcit del Poble (PCF/NEP) (Filipines)
51. Kongra-Gel (Turquia, Iraq, Iran, Síria)
52. Sendero Luminoso (SL) (Perú)
53. Tehrik-i-Taliban Pakistan (TTP) (Pakistan)
54. Tigres d'Alliberament de Tamil Eelam (LTTE) (Sri Lanka)